# Ariel Levy (escritora)
Ariel Levy (Estados Unidos, 17 de octubre de 1974) es una escritora estadounidense.
Levy ha sido columnista en New York Magazine y autora del libro Chicas cerdas machistas. La lucha feminista como idealismo en el siglo XXI. Sus trabajos han aparecido en publicaciones como The Washington Post, The New Yorker, Vogue, Slate, Men's Journal o Blender.